# Mezclado caótico

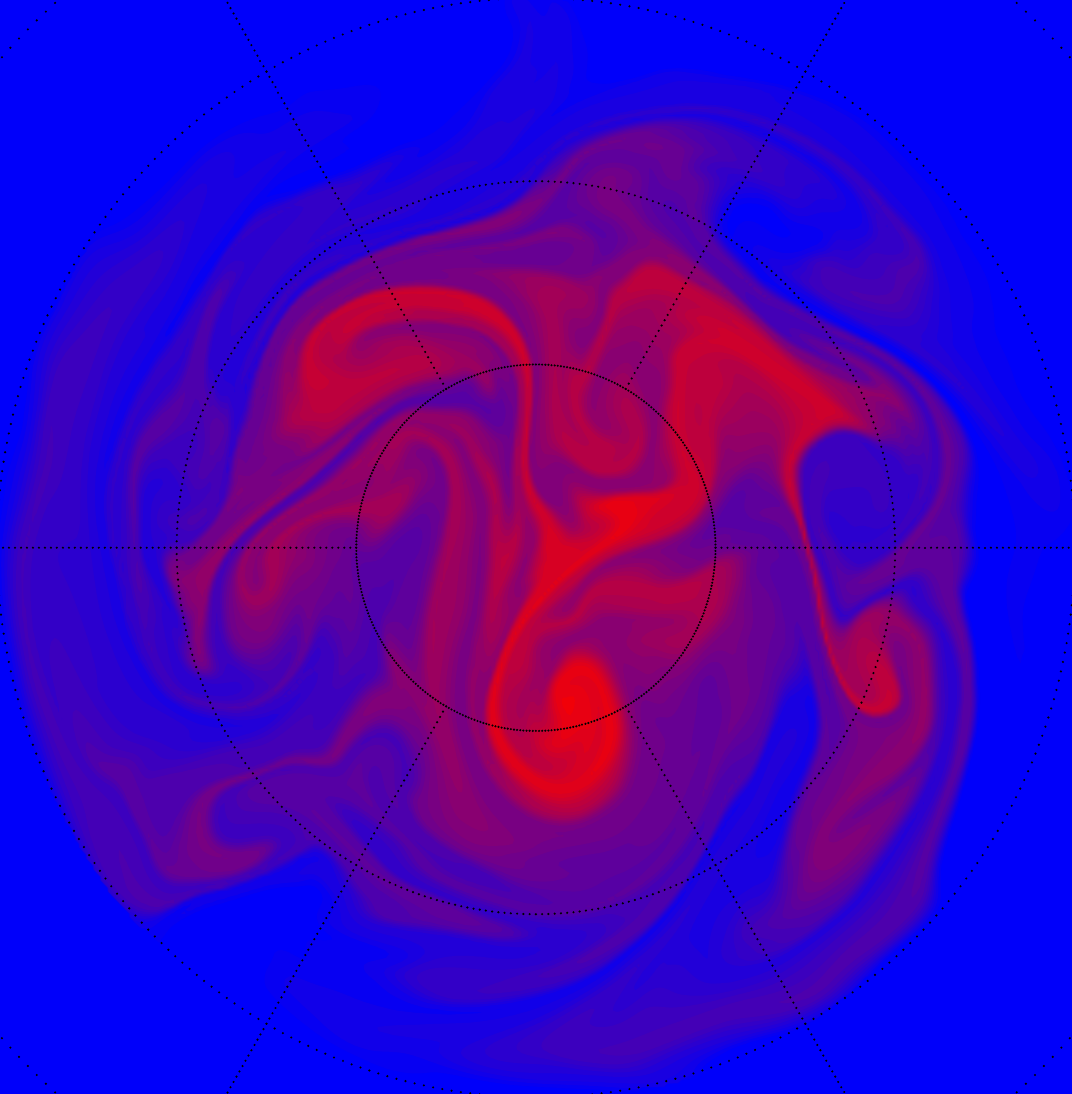
Un ejemplo de mezclado caótico

En la teoría del caos y la dinámica de fluidos, mezclado caótico es un proceso que trazadores de flujo se convierten en complejos fractales bajo la acción de un flujo de fluido. El flujo es caracterizado por un crecimiento exponencial de los filamentos de fluido. Incluso flujos muy simples, como el parpadeo de vórtice, o campos de viento resueltos finitamente pueden generar patrones excepcionalmente complejos de campos de trazador inicialmente simples.
El fenómeno no es todavía bien entendido y actualmente es objeto de muchas investigaciones.